# كريس باتيستا
كريس باتيستا (بالإنجليزية: Chris Batista)‏ هو رسام بالرصاص أمريكي، ولد في القرن العشرين.